# Паракас (национальный парк)
Национальный парк Паракас — охраняемая природная территория, расположенная в регионе Ика, провинции Писко. Созданный 25 сентября 1975 года, призван сохранить экосистему и культурное наследие данной территории.
Парк расположен в 250 км к югу от Лимы, занимая площадь в 335 тысяч гектаров самого побережья, а также полуостров Паракас. На территории парка обнаружено более 100 различных археологических памятников древних цивилизаций.В прибрежных водах обитают различные виды морских животных, 200 видов птиц.
На островах Бальестас постоянно собирают гуано — органические отходы птиц, являющейся лучшим удобрением, которое ценится на вес золота. Первые добытчики удобрений, прибыв на остров, обнаружили слой гуано толщиной от 20 до 70 метров!

## География
Национальный парк расположен на одном из самых пустынных берегов региона Ика. Занимает площадь в 335 000 га, и около 200 000 в Тихом океане. Полуостров Паракас омывает холодное Перуанское течение исключительно богатое планктоном, которым питаются рыбы, ракообразные и моллюски. Представляет собой соляную пустыню, образованную на месте доисторического океана.

## Животный мир
Заповедник является домом для самой большой колонии морских львов. Здесь обитают множество птиц, включая розовых фламинго.
В Тихом океане расположены острова Бальестас, на которых можно наблюдать за жизнью морских обитателей: пингвинов, морских львов и множества видов птиц, дельфинов.

## Ископаемые
В национальном парке палеонтологическая экспедиция обнаружила остатки гигантского пингвина возрастом 36 млн лет. Пингвин получил название Inkayacu paracasensis и прозвище «Повелитель вод». Учёные сообщают, что эти животные были около 1,5 метров в высоту с серо-коричневой окраской.

Ученые давно знают о доисторических гигантских пингвинах, но до сих пор об их окрасе и размерах почти ничего не было известно.
— Джулия Кларке, участница палеонтологической экспедиции